# Válka o antiochijské dědictví
Válka o antiochijské dědictví byla občanská válka v letech 1201 až 1219 o trůn Antiochijského knížectví mezi dědici Raimondem-Roupenem a Bohemundem. Knížectví antiochijské bylo jedním z křižáckých států založených evropskými křižáky na severu Sýrie, konflikt vyvolalo sporné následnictví po Bohemundovi III., knížeti antiochijském a probíhal v dobách křížových výprav do Levanty. Byli do něj vtaženi nejen křižáci, ale i muslimové. Stěžejní byla intervence Arménského království v Kilíkii ve prospěch Raimonda-Roupena. Konflikt se rozrostl a poznamenal několik generací, válka skončila arménskou okupací knížectví, ale faktickým vítězem byl Bohemund IV., který získal Antiochijské knížectví i Tripolské hrabství. Poražený Raimond-Roupen se uchýlil do Kilíkie ke svému spojenci arménskému králi Lvu II., který tou dobou již umíral (v květnu 1219), Raimond-Roupen i jeruzalémský král pak odmítli královu poslední vůli, ve níž označil za svého dědice dceru Isabelu, a oba vznesli nárok na arménský trůn. Spor trval po několik dalších desetiletí a oslabil severní křižácké státy Levanty.